# Коловодник строкатий
Коловодник строкатий (Tringa melanoleuca) — вид сивкоподібних птахів родини баранцевих (Scolopacidae).

## Поширення
Гніздиться в центральній Канаді та на півдні Аляски. Зимує на півдні Північної Америки, у Центральній Америці, Вест-Індії та Південній Америці. Середовищем його розмноження є болота в регіоні бореальних лісів.

## Опис
Тіло завдовжки до 36 см. Дорослі особини мають довгі жовті ноги та довгий тонкий темний дзьоб, який злегка вигинається вгору та довший за голову. Зверху оперення чорно-біле, а знизу густо плямисте.